# Amauronematus lateralis
Amauronematus lateralis är en stekelart som beskrevs av Friedrich Wilhelm Konow 1890. Amauronematus lateralis ingår i släktet Amauronematus, och familjen bladsteklar. Arten är reproducerande i Sverige.